# Psammodromus blanci
Espèce
Synonymes
- Zerzoumia blanci Lataste, 1880

Statut de conservation UICN

 NT  : Quasi menacé
Psammodromus blanci est une espèce de sauriens de la famille des Lacertidae.

## Répartition

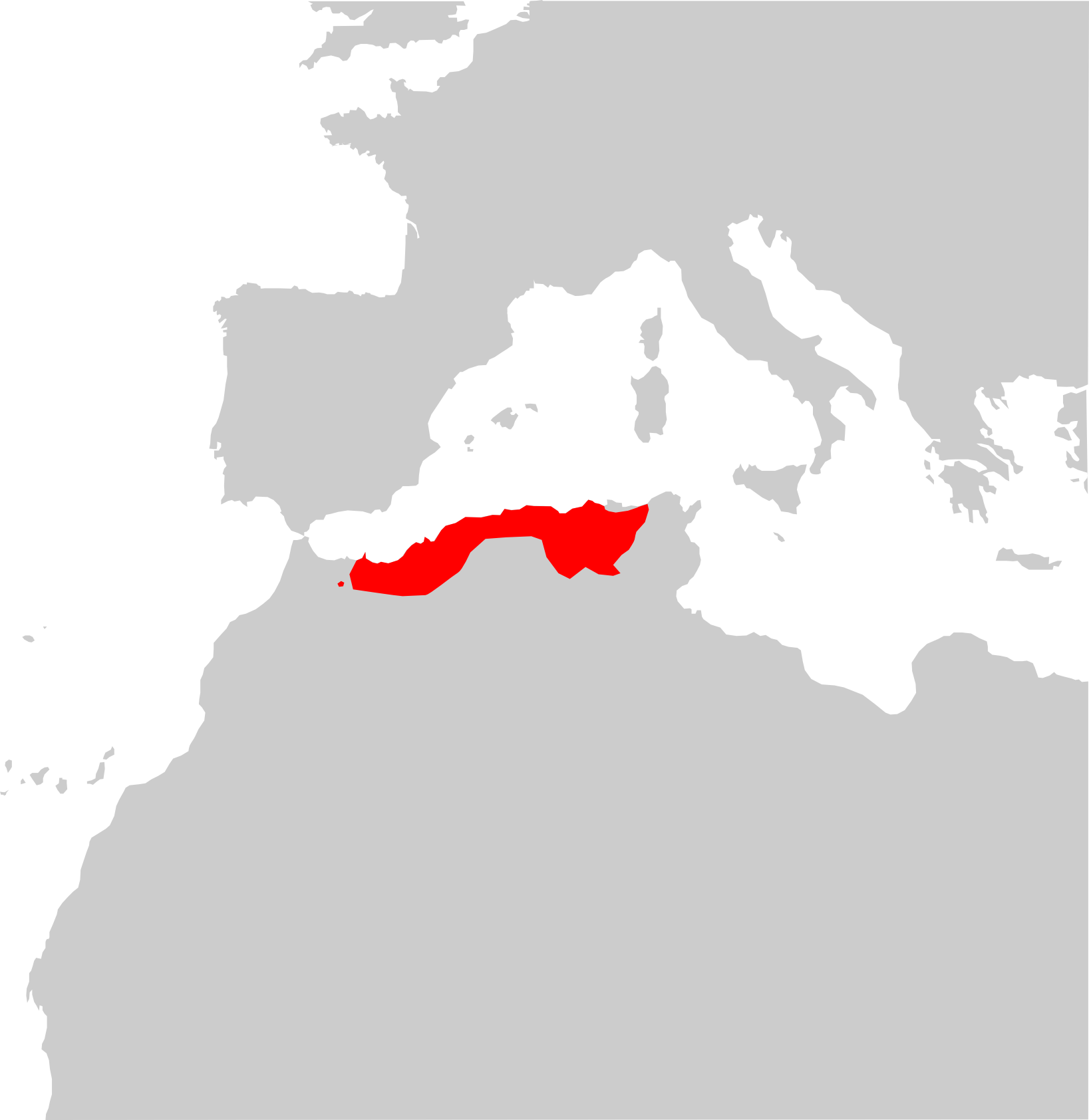
Distribution

Cette espèce se rencontre au Maroc, en Algérie et en Tunisie.

## Habitat
Son habitat naturel est les forêts tempérées, les zones arbustives tempérées, et les pâturages.

## Étymologie
Cette espèce est nommée en l'honneur d'Henri Blanc (1859-1930).

## Publication originale
- Lataste, 1880 : Diagnoses de reptiles nouveaux d’Algérie. Le Naturaliste, vol. 1, p. 299+306-307 (texte intégral).